# 쿠오 바디스 (소설)

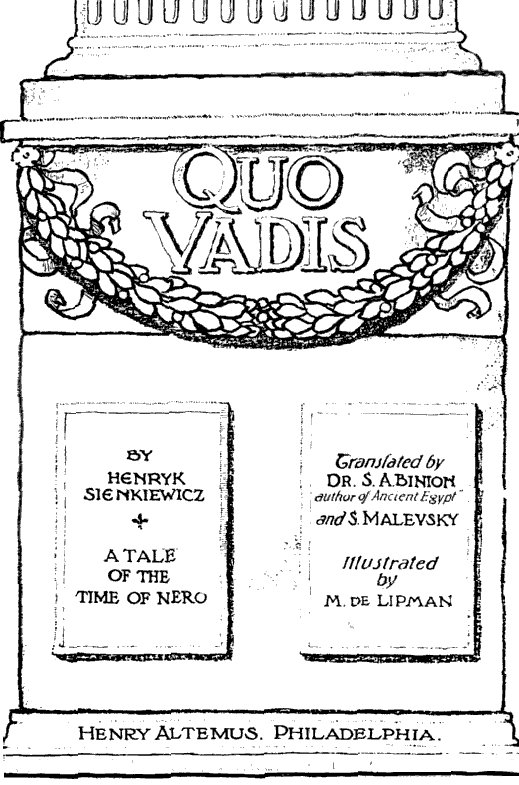

《쿠오바디스》(Quo Vadis)는 폴란드의 기자 출신 작가 헨리크 시엔키에비치가 지은 역사소설이다. “Quo Vadis, Domine”는 라틴어로 “주여, 어디로 가시나이까”라는 뜻이다. 로마 황제 네로의 기독교 탄압을 소재로 하여, 제정 러시아의 식민통치를 받던 폴란드 사람들의 고난을 그린 민족주의 문학이다. 소설 속 박해받는 그리스도인들과 리기 왕국 출신의 장사 우르수스는 폴란드인들을 상징한다.
시엔키에비치는 고대 그리스와 로마문학에 관심이 많았는데, 쿠오바디스도 고대 로마의 역사가 타키투스의 《연대기》를 참조하여 썼다. 타키투스의 《연대기》는 로마제국 시대의 기독교를 이해하는 데 도움이 되는 역사책이다.
폴란드의 가제타 신문에 연재되었으며, 영화로도 만들어졌다. 시엔키에비치가 1905년 노벨 문학상을 받는 데 공헌하였다.

## 등장인물
- 리기아- 가상인물. 리기라는 왕국에서 온 볼모이다. 기독교인이다. 로마 귀족인 아울루스 부부댁의 수양딸이며, 그리스말을 가르치는 교사에게 고대 그리스 문학을 익혔다. 비니키우스와 서로 사랑한다.
- 아크테- 가상인물. 리기아의 친구. 네로의 애인. 그리스도인이다.
- 베드로- 실존인물. 박해받는 기독교인들을 위로하고 격려한다. 교우들의 간청으로 피난하다가 예수를 뵙고, 네로황제 시대에 순교함.
- 바울- 실존인물. 서신으로써 그리스도인들과 교류한다. 사기꾼인 킬로가 회심하자 세례성사를 성 삼위일체 하느님의 이름으로 주었다.네로황제 시대에 순교함. 작가는 바울이 고린도교회에 보낸 서신을 인용함으로써 바울사상의 중심이 사랑이라고 주장한다.
- 비니키우스- 가상인물. 리기아와 서로 사랑하면서, 기독교 신자가 되어 자기만 아는 사람에서 사랑과 배려를 하는 사람으로 바뀐다. 실제 교우가 순교할 때에 손으로 그가 존경하는 성인인 베드로를 가리켜서, 평화롭게 죽을 수 있도록 배려하는 내용이 소설에 나오며, 페트로니우스의 조언에 따라 시칠리아 섬으로 가족들(리기아, 우르수스, 노비들)과 함께 피난했을 때에도 서로 사랑하면서 평화롭게 살아간다.
- 페트로니우스- 실존인물. 네로시대에 숙청되었음.[1]로마제국의 귀족. 비티니아속주의 총독을 지낸 유능한 행정가이며,네로황제가 매우 신뢰했다. 호메로스의 글을 리기아와 주고받을만큼 고전에 밝은 지식인이기도 하다. 그래서 아울루스는 수양딸인 리기아의 박식함에 로마제국 최고의 지식인인 페트로니우스가 감탄하는 모습에 흐뭇해한다. 해방노비인 에우니케와 서로 사랑한다. 에우니케를 배려해서 노비신분에서 해방했으며, 유언장에도 자신의 재산을 물려주라고 썼다. 하지만 에우니케는 페트로니우스를 떠나지 않았다. 낙천주의자인 페트로니우스가 네로황제의 숙청으로 자살에 내몰릴 때에도 손님들을 모셔다가 잔치를 즐기면서 애인 에우니케와 서로 안아주면서 조용히 죽었다. 영화에서도 "기독교인들의 말로는 영원한 생명이 있다고 하더구나"라고 말하면서 평안하게 죽었다.
- 에우니케- 가상인물. 페트로니우스의 애인. 해방노비.
- 키케로- 실존인물. 철학자.
- 네로 황제- 실존인물. 향락을 즐기다 망하였다.
- 장사 우르수스:리기의 충직한 노비. 장사이다.
- 킬로:사기꾼.
- 라자루스 : 갈릴래아 출신의 기독교인. 베드로를 믿고 따른다.

## 줄거리

### 비니키우스와 리기아의 만남
64년 로마제국. 페트로니우스는 네로황제를 옆에서 직접 모시는 높은 위치의 관리이다. 그에게는 비니키우스라는 조카가 있었다. 비니키우스는 전쟁터에서 목숨을 걸고 싸운 용감한 군인이요, 호민관으로 일한 정치인이다. 우연히 궁궐 잔치에 참여한 비니키우스는 리기왕국의 포로이자 공주인 리기아에서 사랑을 느낀다. 독실한 기독교인인 리기아의 영향을 받은 비니키우스도 사도 베드로가 집전한 세례성사 로 기독교에 입교한다.

### 기독교도 탄압
하지만 로마 대화재의 책임을 소수종교인들인 기독교인들에게 돌린 네로황제의 기독교 탄압으로 많은 기독교인들이 화형등으로 학살당하거나 감옥에서 열병으로 죽는데, 리기아도 우르수스와 같이 감옥에 갇힌다. 비니키우스는 삼촌 페트로니우스의 틈이 없는 도움을 받아가며-예를 들면 열병의 유행으로 감옥에서 사람들이 죽어나간다는 사실에서 영감을 얻어, 감옥에서 시체를 꺼내 매장하는 시간을 알아내 리기아를 탈옥시키는 계획 등. 하지만 갑작스레 감옥에 외부인 출입이 금지되어 뜻을 이루지는 못함-그녀를 구하기 위해 노력하지만 실패하고, 리기아가 들소의 뿔에 묶인채 경기장에 끌려나오는 비참한 사건이 벌어진다.

### 행복을 찾다
하지만 장사 우르수스가 들소를 죽이고 리기아를 구하는 기적이 벌어지고, 무관출신의 비니키우스가 전쟁에서 입은 상처를 보여주며 애국심에 호소하자 이에 감동받은 시민들의 요구로 리기아는 풀려난다. 의사의 치료와 휴식으로 리기아가 건강해지자, 비니키우스는 '이번에는 자네가 믿는 그리스도가 자네와 리기아를 보살펴주셨지만, 다음에는 어떤 변고가 생길지 모르네'라는 삼촌 페트로니우스의 현실적인 충고에 따라, 리기아와 우르수스를 데리고 시칠리아로 피신하여 소박하고 평화로운 삶을 산다.

### 죽음
조카 내외를 피신시킨 페트로니우스는 그를 숙청하려는 네로의 자살명령에 따라, 애인 에우니케와 같이 연회석상에서 자살하고, 폭군 네로도 갈리아에서 일어난 반란으로 쫓겨다니다가 자살한다. 하지만 네로에 의해 십자가에서 거꾸로 달려 순교했다는 성 베드로는 "Quo Vadis, Domine(쿠오 바디스, 도미네? 주님, 어디로 가십니까?)"라는 그의 말이 성당에 새겨질 정도로 후대 그리스도인들에게 추앙받는다. 한국교부학연구회에서 저술한 <내가 사랑한 교부들>(분도출판사)에 따르면, 성 베드로가 예수를 뵙고 "쿠오 바디스, 도미네"라고 했다는 이야기가 새겨진 성당은 실제 이탈리아 시골에 있다고 한다.